# Chaos Legion
Chaos Legion (カオスレギオン) es un videojuego en tercera persona desarrollado y publicado por Capcom. Esta entrega se basa en una de las novelas del reconocido escritor japonés Tow Ubukata.

## Argumento
El videojuego pone al jugador como un joven caballero Sieg Wahrheit miembro de los Knights of the Dark Seal una orden cuyo fin es custodiar la espada mágica Dark Seal, una espada forjada por los dioses y cuyo poder no conoce límites ya que permite invocar a cualquier criatura del más allá para que luche a su lado. Victor Delacroix, quien fue seducido por las fuerzas del mal y como el sacrílego, sirviéndose de su posición, se apodera de la Dark Seal, empezando una nueva guerra.

## Personajes
- Sieg Wahrheit: el protagonista absoluto del juego y personaje principal. Miembro de la Orden de St. Overia, caballero de los Glifos oscuros y antiguo amigo de Delacroix antes de que fuera poseído por Azriel. Es denominado legionario debido a su habilidad de sacrificar las almas perdidas para invocar criaturas oscuras llamadas Chaos Legion del poder prohibido de los glifos más oscuros.

- Victor Delacroix: el antagonista del juego. Fue elegido para ser el próximo Señor de los Glifos Sagrado, pero se convirtió en un ángel caído tras ser poseído por Azriel. Su meta es la purificación del mundo mediante el uso de los tres Glifos Sagrados y poder resucitar a Siela. La Orden lo considera un enemigo por robar los libros apócrifos de Yzarc y envían a Sieg para que se enfrente con él.

- Arcia Rinslet: doncella de la Orden de la Plata, una orden de mujeres guerreras equipadas con dos pistolas de plata. Sieg la salva cuando sus compañeras fueron asesinadas durante el ataque de un monstruo; por ello, acompaña a Sieg buscando venganza por la muerte de su único hermano a manos de Delacroix. Arcia es jugable en el escenario 9 y también una vez finalizado el juego en dificultad normal.

- Siela Riviére: miembro de la Orden y antigua compañera de Sieg y Delacroix. Falleció en un desgraciado accidente en el que defendió a Sieg de la muerte.

## Características
Chaos Legion está orientado principalmente a la acción, donde numerosos enemigos se anteponen a Sieg Wahrheit, viéndose en la necesidad de lidiar y derrotar a todos los enemigos en la zona para seguir avanzando. 
La característica principal de esta entrega es la adición de las legiones del caos, que son criaturas sobrenaturales que luchan con Sieg Wahrheit. La invocación de la legión, se acompaña con el ataque cuerpo a cuerpo del personaje. La legión se puede controlar hasta cierto punto: su táctica puede conmutarse entre ofensiva y defensiva, y los jugadores pueden emitir órdenes para que ataque inmediatamente. Aunque la legión esté inactiva, Sieg puede realizar ataques especiales a través de una invocación a la Legión.

## La legión del caos
En Chaos Legion, Sieg tiene el poder de manejar a las legiones del caos. La legión está compuesta por siete legiones, cada una con sus características y poderes propios. 
- Culpa: Esta legión utiliza la espada para luchar y su símbolo es una espada de fuego llamada DEARK SOUL. No puede atacar desde el aire, pero a medida que su nivel aumenta es capaz de aniquilar batallones enteros de enemigos.
- Odio: Descomunal legión humana que ataca por la fuerza. Es lento, pero su poder es impresionante.
- Arrogancia: Esta legión con el símbolo del escudo está preparada para anular el ataque del oponente. Puede acumular los golpes recibidos y devolverlos al enemigo.
- Mal: Esta legión ataca con ballestas y su símbolo es el arquero. Aunque su capacidad de ataque es baja, puede llevar a cabo ofensivas desde largas distancias. Es mucho más eficaz cuando es difícil aproximarse al enemigo.
- Blasfemia: La propia legión es una bomba y su símbolo es la explosión. Al explortar consume Alma.
- Depravación: Esta legión usa garras para atacar desde el aire con rapidez. También puede abalanzarse contra enemigos voladores. Su símbolo es la garra.
- Thanatos: La legión definitiva es más grande y el doble de poderosa que las demás legiones. Al empezar el juego, Sieg cuenta con la legión definitiva en su versión adulta, pero el emblema definitivo se parte en nueve partes, las cuales debe reunir para restaurar el emblema. Una vez restaurado el emblema, Thanatos empieza en versión «huevo» y deben pasarse las etapas «joven» y «adulto» para alcanzar la etapa «perfecta».

## Mejoras
- Force (‘fuerza’): incrementa el número de legiones en el campo de batalla al ser invocadas.
- Assist (‘asistencia’): incrementa el poder y la duración del ataque especial de las legiones.
- Enchant (‘encantamiento’): hace que Sieg consiga beneficios y ataques especiales con la ayuda de la legión.
- Ataque y defensa: incrementa la fuerza de ataque y la defensa de la legión.

## Banda sonora
La música y la banda sonora de Chaos Legion ha sido compuesta por Hideyuki Fukasawa.